# Slaven Bilić
Slaven Bilić, hrvaški nogometaš in trener, * 11. september 1968, Split, SFRJ. 
Nazadnje je bil glavni trener saudskega kluba Al-Fateh. 
Bilić, ki je igral kot branilec, je kariero začel leta 1988 pri domačem klubu Hajduk iz Splita, kasneje pa je imel uspešen čas s Karlsruher SC v Nemčiji ter West Ham Unitedom in Evertonom v Angliji, preden se je leta 2001 umaknil iz aktivnega nogometa. Bilić je služil kot eden najbolj doslednih branilcev Hrvaške med mandatom selektorja Miroslava Blaževića, med letoma 1992 in 1999 je odigral 44 tekm in igral v UEFA Euro 1996 in svetovnem prvenstvu v nogometu leta 1998, kar je ekipi pomagalo do tretjega mesta na zadnjem turnirju.
Po igralski upokojitvi leta 2001 pri splitskem klubu Hajduk je Bilić v drugi polovici sezone 2001–2002 treniral moštvo. Med letoma 2004 in 2006 je vodil hrvaško reprezentanco do 21 let, preden je prevzel reprezentanco starejših. Moštvo je vodil v četrtfinale evropskega prvenstva leta 2008. Pohvalili so ga za dolgoletno službo na nacionalni strani in zasluge za uspešen nadzor nad uvedbo vrste mladih igralcev iz ekipe do 21 let na starejšo stran. Leta 2012 je odšel v ruski klub Lokomotiv iz Moskve, nato pa dve leti naenkrat vodil turški klub Beşiktaş in West Ham United. V sezoni 2018–19 je bil glavni trener Al-Ittihada, 13. junija 2019 pa je postal vodja West Bromwich Albiona.